# Coral Browne
Coral Edith Browne (23 de julio de 1913 - 29 de mayo de 1991) fue una actriz de teatro y cine australiano-estadounidense. Sus extensos créditos teatrales incluyeron producciones de Broadway como Macbeth (1956), The Rehearsal (1963) y The Right Honorable Gentleman (1965). Ganó el premio BAFTA TV de 1984 a la mejor actriz por la película de televisión de la BBC An Englishman Abroad (1983). Sus apariciones en películas incluyeron Auntie Mame (1958), El asesinato de la hermana George (1968), The Ruling Class (1972) y Dreamchild (1985).

## Biografía

### Familia
Coral Edith Browne era la única hija de Leslie Clarence Brown (1890–1957), y Victoria Elizabeth Bennett (1890–?). Ella y sus dos hermanos se criaron en Footscray, un suburbio de Melbourne.

### Carrera profesional

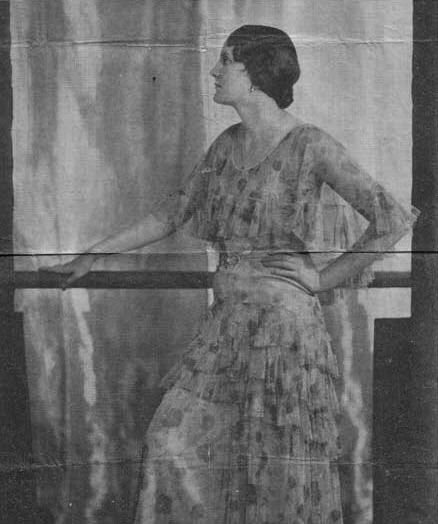
Coral Browne en 1931.

Estudió en la Escuela de Arte de la Galería Nacional. Su debut amateur fue como Gloria en You Never Can Tell, de George Bernard Shaw, dirigida por Frank Clewlow. Gregan McMahon la contrató para su debut profesional como "Margaret Orme" en Loyalties at Melbourne's Comedy Theatre el 2 de mayo de 1931, a los 17 años. Todavía se la indicaba en los créditos como "Brown", la "e" final se agregó en 1936.
A la edad de 21 años, con solo £ 50 y una carta de presentación de la actriz Marie Tempest de Gregan McMahon, emigró a Inglaterra, donde se estableció como actriz de teatro, especialmente como protagonista del director Jack Buchanan en The Last of Mrs. Cheyney de Frederick Lonsdale, Lady Frederick  de W. Somerset Maugham y El castillo en el aire de Alan Melville. Fue una intérprete habitual en las producciones del Teatro Savoy de Londres y residió en el hotel Savoy durante muchos años, incluso durante la Segunda Guerra Mundial. Cuando la producción original en gira británica de The Man Who Came to Dinner tuvo dificultades financieras y no se pudo producir en Londres, Browne pidió prestado dinero a su dentista y compró los derechos de la obra, poniéndola en escena con éxito en el Savoy. Recibió regalías de la obra de todas las producciones futuras.
Comenzó a actuar en el cine en 1936, siendo sus papeles más famosos Vera Charles en Auntie Mame (1958), Mercy Croft en The Killing of Sister George (1968) y Lady Claire Gurney en The Ruling Class (1972). Su debut televisivo se produjo en enero de 1938, cuando apareció en una producción de la BBC Television The Billiard Room Mystery. A lo largo de su carrera, actuó regularmente en BBC Radio y apareció en numerosos dramas de radio, incluyendo Dinner at Eight, The Second Mrs. Tanqueray, El asunto de Caspary, Otelo, Edipo rey, Hamlet, La máquina infernal, Dos madres, La conversión del capitán Brassbound y Los ojos de la juventud entre muchos otros. En 1961, Browne fue la náufrago destacada en Desert Island Discs, presentado por Roy Plomley. Las obras de televisión de la BBC incluyeron Charley's Aunt en 1969, Lady Windermere's Fan en 1972, Mrs. Warren's Profession también en 1972 y La importancia de llamarse Ernesto en 1974.
En 1969, Browne apareció en la producción original mal recibida de la controvertida farsa de Joe Orton What the Butler Saw [Lo que vio el mayordomo] en el West End del Queen's Theatre con Ralph Richardson, Stanley Baxter y Hayward Morse.
Mientras recorría la Unión Soviética en una producción de Hamlet en el Shakespeare Memorial Theatre (más tarde Royal Shakespeare Company) en 1958, conoció al espía Guy Burgess. Este encuentro se convirtió en la base del guion de Alan Bennett para la película de televisión An Englishman Abroad (1983) en la que Browne se interpretó a sí misma, aparentemente incluyendo algunas de sus conversaciones con Burgess. Burgess, que había encontrado consuelo en su exilio tocando continuamente la música de Jack Buchanan, le preguntó a Browne si conocía a Buchanan. "Supongo que sí", respondió la actriz, "casi nos casamos". En el BFI TV 100, una lista compilada en el año 2000 de 100 programas o series de televisión realizada por el British Film Institute (BFI), se realizó con una encuesta de profesionales de la industria para determinar cuáles fueron los mejores programas de televisión británicos de cualquier género que se hayan proyectado, An Englishman Abroad fue enumerados en el n.° 30.
Su otra película notable de este período, Dreamchild (1986) se refería al autor Lewis Carroll. En la película, Browne dio un relato conmovedor de la vida posterior de Alice Liddell, quien había inspirado el cuento Alicia en el país de las maravillas.
Prunella Scales la interpretó en el escenario en la adaptación de Alan Bennett de su obra An Englishman Abroad titulada Single Spies. Penelope Wilton asumió el papel de Browne en la adaptación de radio de la BBC de la película original. En un documental televisivo Caviar to the General transmitido por el Canal 4 de Reino Unido en 1990, poco antes de su muerte, Coral Browne describió con humor su reacción al ver la versión teatral de An Englishman Abroad, expresando particularmente su irritación por el vestuario. Recordó que cuando hizo la versión cinematográfica, la diseñadora de vestuario hizo todo lo posible para averiguar qué vestía en el momento en que se desarrolla la historia, pero cuando vio el vestuario escénico exclamó: "Casi muero. Piel sintética y sombreros que no habrían salido de un bolso de mano en el Sally Army en el Boxing Day. Estaba mortificada. Si la obra llega alguna vez a Broadway, iré armada con tres abogados y demandaré. Lo considero una difamación". En 2018, una obra de teatro australiana Coral Browne - This F***ing Lady fue puesta en escena por Maureen Sherlock protagonizada por Genevieve Mooy como Browne. Posteriormente, Amanda Muggleton asumió el papel de Browne en producciones posteriores de la obra.

### Vida personal
Browne se casó con el actor Philip Pearman en 1950, y permaneció casada con él hasta su muerte en 1964. Mientras realizaba la película Theatre of Blood (1973), conoció al actor Vincent Price; se casaron el 24 de octubre de 1974. Aparecieron juntos en una breve serie de televisión de CBS de 1979, Time Express, así como en una adaptación teatral internacional anterior de Ardèle que se presentó en los Estados Unidos y en Londres en el Queen's Theatre. Durante esta carrera, Browne y Price protagonizaron juntos una obra para BBC Radio Night of the Wolf que se emitió por primera vez en 1975.
Se convirtió en ciudadana estadounidense naturalizada en 1987 como regalo a Price, quien más tarde se convirtió al catolicismo por ella años antes.
Browne murió el 29 de mayo de 1991 en Los Ángeles, California, de cáncer de mama; tenía 77 años. Después de su muerte, fue incinerada y sus cenizas fueron esparcidas en el Rose Garden en Hollywood Forever Cemetery. No tuvo hijos de sus matrimonios. Price murió dos años después.

### Personalidad
Cuando la Royal Shakespeare Company le dijo que no había un papel adecuado para su esposo, Philip Pearman, en la próxima producción de King Lear, ella exigió el guion y, al revisarlo, encontró la página que estaba buscando. "Ahí tienes", dijo, "la parte perfecta". Un pequeño campamento cerca de Dover".
El lenguaje de Browne era colorido y se publicó una biografía no autorizada de ella, This Effing Lady. Ella era una católica devota (por conversión). Los dos aspectos se unieron en una historia de ella parada afuera del Oratorio de Brompton después de la misa del domingo cuando un actor se le acercó con chismes sobre quién se estaba acostando con la esposa de otra persona. Ella lo detuvo en seco con: "No quiero escuchar esta inmundicia. No conmigo parada aquí en un estado de jodida gracia."
Alan Bennett dijo que: "Cuando le dije a Coral que pensaba que [Cecil] Beaton era gay, ella comentó: 'No cuando él estaba conmigo, cariño. Como una rata por un desagüe."
El actor australiano más joven Barry Humphries rindió homenaje a Browne en su funeral con un poema apropiado: "Dejó un vacío / Un espacio, un vacío, una depresión / El mundo es bastante menos / Desde que Coral Browne se fue a la mierda."

### Biografías
- Browne fue el tema de una biografía, The Coral Browne Story: Theatrical Life and Times of a Lustrous Australian, de Barbara Angell.[30] Fue publicada en mayo de 2007 y lanzada en el Victorian Arts Centre de Melbourne, el 14 de junio de ese año.
- Coral Browne: 'This Effing Lady, de Rose Collis, publicada por Oberon Books, se presentó en el Royal National Theatre el 4 de octubre de 2007.[31]
- En 2018, una obra de teatro australiana nombrada Coral Browne - This F***ing Lady fue puesta en escena por Maureen Sherlock protagonizada por Genevieve Mooy como Browne.[32]

## Premios
Browne recibió el premio BAFTA de televisión a la mejor actriz en 1984 por su papel en An Englishman Abroad.
Más tarde recibió los premios London Evening Standard British Film Awards a la mejor actriz en 1986 por Dreamchild.
En 1976, Los Angeles Theatre Critics la nombró Mejor Actriz por su papel en Travesties en el Mark Taper Forum de Los Ángeles.

## Filmografía

### Películas
| Año  | Título                         | Personaje                    | Observaciones                           |
| ---- | ------------------------------ | ---------------------------- | --------------------------------------- |
| 1933 | Matilda que baila el vals      |                              |                                         |
| 1935 | Línea comprometida             | Doreen                       |                                         |
| 1935 | Charing Cross Road             | Lady Ruston                  |                                         |
| 1936 | The Amateur Gentleman          | Pauline Darville             |                                         |
| 1936 | Melodía culpable               | Cecile                       |                                         |
| 1938 | Vamos a ser ricos              | Perla                        |                                         |
| 1938 | Arenas Amarillas               | Emma Copplestone             |                                         |
| 1939 | Pasos en la arena              | Lily James                   |                                         |
| 1939 | The Nursemaid Who Disappeared  | Mabel Barnes                 |                                         |
| 1940 | ¡Deja que George lo haga!      | Iris                         | AKA, Al infierno con Hitler             |
| 1946 | Incidente de Piccadilly        | Virginia Pearson             |                                         |
| 1947 | The Courtneys of Curzon Street | Valerie                      | AKA, la historia de amor de Kathy       |
| 1954 | Twist of Fate                  | Helen                        |                                         |
| 1958 | Tía mame                       | Vera Charles                 |                                         |
| 1961 | The Roman Spring of Mrs. Stone | Meg                          |                                         |
| 1962 | Ir a Blazes                    | Colette                      |                                         |
| 1963 | Tamahine                       | Madame Becque                |                                         |
| 1963 | Dr. Crippen                    | Belle Elmore                 |                                         |
| 1967 | The Night of the Generals      | Eleanore von Seidlitz-Gabler |                                         |
| 1968 | The Legend of Lylah Clare      | Molly Luther                 |                                         |
| 1968 | The Killing of Sister George   | Mercy Croft                  |                                         |
| 1972 | The Ruling Class               | Lady Claire Gurney           |                                         |
| 1973 | Teatro de sangre               | Chloe Moon                   |                                         |
| 1975 | The Drowning Pool              | Olivia Devereaux             |                                         |
| 1980 | Xanadu                         | Voz celestial # 2            | Voz                                     |
| 1984 | Soñador americano              | Margaret McMann              |                                         |
| 1985 | Dreamchild                     | Alice Hargreaves             |                                         |
| 1987 | Piano mágico de Sparky         |                              | Voz, video (papel final de la película) |

### Televisión
| Año  | Título                           | Papel                     | Notas                                |
| ---- | -------------------------------- | ------------------------- | ------------------------------------ |
| 1952 | Asuntos de Estado                |                           | Película de televisión               |
| 1955 | Simon y laura                    | Laura Foster              | Película de televisión               |
| 1956 | Teatro de Londres                | Amanda Pinkerton          | "El jefe"                            |
| 1956 | Casa de juegos de televisión ITV |                           | "Castillo en el aire"                |
| 1969 | Juego del mes                    | Donna Lucia D'Alvadorez   | "La tía de Carlos"                   |
| 1972 | Etapa 2                          | Señora. Gatito warren     | "La profesión de la Señora Warren"   |
| 1972 | Juego del mes                    | Señora. Erlynne           | "El abanico de Lady Windermere"      |
| 1974 | Juego del mes                    | Señora Bracknell          | "La importancia de llamarse Ernesto" |
| 1979 | Time Express                     | Margaret 'Maggie' Winters | Rol principal                        |
| 1982 | Eleanor, Primera Dama del Mundo  | Señora leyendo            | Película de televisión               |
| 1983 | An Englishman Abroad             | Sí misma                  | Película de televisión               |

## Presentaciones notables
| - A Warm Corner Comedy Theatre, Melbourne, c. 1930. - The Roof Comedy Theatre, Melbourne, 1931. - Teatro de comedia Loyalties, Melbourne, mayo de 1931. - Hay Fever (Fiebre del heno). - The Quaker Girl (La chica cuáquera). - The Apple Cart (El carrito de manzanas). - Dear Brutus (Querido Brutus). - Hedda Gabler. - Children in Uniform (Niños en uniforme), Melbourne. - Command to Love, Melbourne. - Mated, 1934 o 1935. - Lover's Leap, Vaudeville Theatre de Londres, 1935. - Basalik, London Arts Theatre Club, 1935. - Desirable Residence, Embassy Theatre de Londres, 1935. - Heroes Don't Care, St. Martin's Theatre, Londres, 10 de junio de 1936. - The Taming of the Shrew (La fierecilla domada), New London Theatre, 1936-1937. - The Great Romancer, New London Theatre, 1937. - The Gusher, Prince's Theatre, Londres, 1937. - Believe It Or Not (Créalo o no), New Theatre, Londres, marzo de 1940. - The Man Who Came to Dinner (El hombre que vino a cenar), Theatre Royal, Birmingham, Inglaterra, 17 de noviembre de 1941. - The Man Who Came to Dinner, Savoy Theatre, Londres, 4 de diciembre de 1941 a 1942. - My Sister Eileen (Mi hermana Eileen), Savoy Theatre, Londres, 1943. - The Last of Mrs. Cheyney, Savoy Theatre, Londres 1943–1944. - Lady Frederick, Savoy Theatre, Londres, noviembre de 1946. - Lady Frederick, Grand Theatre, Blackpool, 21 de abril de 1947. | * Lady Frederick, Theatre Royal, Brighton, 16 de junio de 1947. - Canaries Sometimes Sing (Los canarios a veces cantan), Grand Theatre, Blackpool, 3 de noviembre de 1947. - Castle in the Air, Adelphi Theatre, Londres, 1949-1950. - Otelo, Old Vic Theatre, Londres, 31 de octubre de 1951. - King Lear, Old Vic, Londres, 3 de marzo de 1952. - Affairs of State (Asuntos de Estado), Theatre Royal, Brighton, 28 de julio de 1952. - Affairs of State, Cambridge Theatre, Cambridge Circus, 21 de agosto de 1952. - Affairs of State, Hippodrome, Bristol, 1953–1954. - Simon y Laura, Strand Theatre, Londres, 1954. - Nina Theatre Royal Haymarket, Londres, 27 de julio de 1955. - Macbeth, Old Vic, Londres, 1955-1956. - Macbeth, Hippodrome, Bristol, 1955-1956. - Tamburlaine the Great (Tamerlán el Grande), Playbill Winter Garden Theatre, Nueva York, 19 de enero al 4 de febrero de 1956. - Tamburlaine the Great, Stratford, Ontario, Canadá. - Macbeth, Winter Garden Theatre, Nueva York, 29 de octubre de 1956 al 12 de enero de 1957. - Troilus and Cressida, Winter Garden Theatre, Nueva York, 26 de diciembre de 1956 a 12 de enero de 1957. - Hamlet, Old Vic, Londres, 1957-1958. - A Midsummer Night's Dream (Sueño de una noche de verano), Old Vic, Londres, 1957-1958. - The Pleasure of His Company [El placer de su compañía], Theatre Royal Haymarket, Londres, 1957-1958. - Toys in the Attic, Piccadilly Theatre, Londres, 10 de noviembre de 1960. | * Bonne Soupe, The Comedy Theatre de Londres, 1960. - Bonne Soupe, New Theatre, Oxford, 26 de septiembre de 1961. - Bonne Soupe, Wyndham's Theatre de Londres, 13 de febrero de 1962. - The Rehearsal, Royale Theatre, Nueva York, 23 de septiembre al 28 de diciembre de 1963. - The Right Honorable Gentleman, Billy Rose Theatre, Nueva York, 19 de octubre de 1965 - 22 de enero de 1966. - Lady Windermere's Fan, Phoenix Theatre, Londres, 1966. - Lady Windermere's Fan, Theatre Royal, Brighton, 23 de agosto de 1966. - What the Butler Saw (Lo que vio el mayordomo), Queen's Theatre, Londres, 1969. - My Darling Daisy, Lyric Theatre, Londres, 1970. - Mrs. Warren's Profession, Old Vic, Londres, 1970–1971. - The Sea, Royal Court, Londres, 1973–1974. - The Waltz of the Toreadors, Theatre Royal Haymarket, Londres, 1974. - Ardèle, Queen's Theatre, Londres, 1975. - Charley's Aunt, Cirque Dinner Theatre, Seattle, 12 de agosto de 1975. - Charley's Aunt, Granny's Dinner Theatre, Dallas, 16 de marzo al 10 de abril de 1976. - Charley's Aunt, gira nacional por Estados Unidos, 10 de mayo - 26 de junio de 1976. - The Importance of Being Earnest (La importancia de llamarse Ernesto), Mark Taper Forum, Los Ángeles, 1976. - Travesties, Mark Taper Forum, Los Ángeles, 1976. |